# Рубен Гарабая
Рубен Гарабая  (ісп. Rubén Garabaya; нар. 15 вересня 1978, Авілес) — іспанський гандболіст, олімпійський медаліст.

## Виступи на Олімпіадах
| Олімпіада  | Дисципліна | Місце |
| ---------- | ---------- | ----- |
| Пекін 2008 | гандбол    | 3     |